# On ne badine pas avec l'amour (film, 1926)
Pour plus de détails, voir Fiche technique et Distribution.
On ne badine pas avec l'amour (Man spielt nicht mit der Liebe) est un  film muet allemand réalisé par Georg Wilhelm Pabst, sorti en 1926.
Ce film, réputé perdu, est tiré de la pièce éponyme d'Alfred de Musset.

## Synopsis
Dans la société viennoise du temps de l'empire, on suit les mésaventures amoureuses de plusieurs personnes.

## Fiche technique
- Titre original : Man spielt nicht mit der Liebe
- Titre français : On ne badine pas avec l'amour
- Réalisateur : Georg Wilhelm Pabst, assisté de Marc Sorkin
- Scénariste : Willy Haas
- Production : Hermann Fellner, Arnold Pressburger et Josef Somlo
- Musique originale : Willy Schmidt-Gentner
- Photographie : Robert Lach, Curt Oertet et Guido Seeber
- Montage : Georg Wilhelm Pabst
- Couleur : noir et blanc
- Son : muet - intertitres allemands
- Pays de production : Allemagne  République de Weimar
- Date de sortie : 
  - Allemagne  République de Weimar : 10 novembre 1926

## Distribution
- Werner Krauss : Comte Colalto
- Lili Damita : Calixta
- Erna Morena : Florence, ancienne cantatrice
- Egon von Jordan : Eugen Lewis
- Artur Retzbach : Nepallek, « Hofmobiliardirektor » (directeur du mobilier de la cour) (crédité sous le nom Artur Retzbach-Erasiny)
- Oreste Bilancia : L'ami
- Gustav Czimeg
- Thala Birell : petit rôle non-spécifié
- Karl Etlinger
- Maria Paudler
- Mathilde Sussin